# Amelia Cary, Viscountess Falkland

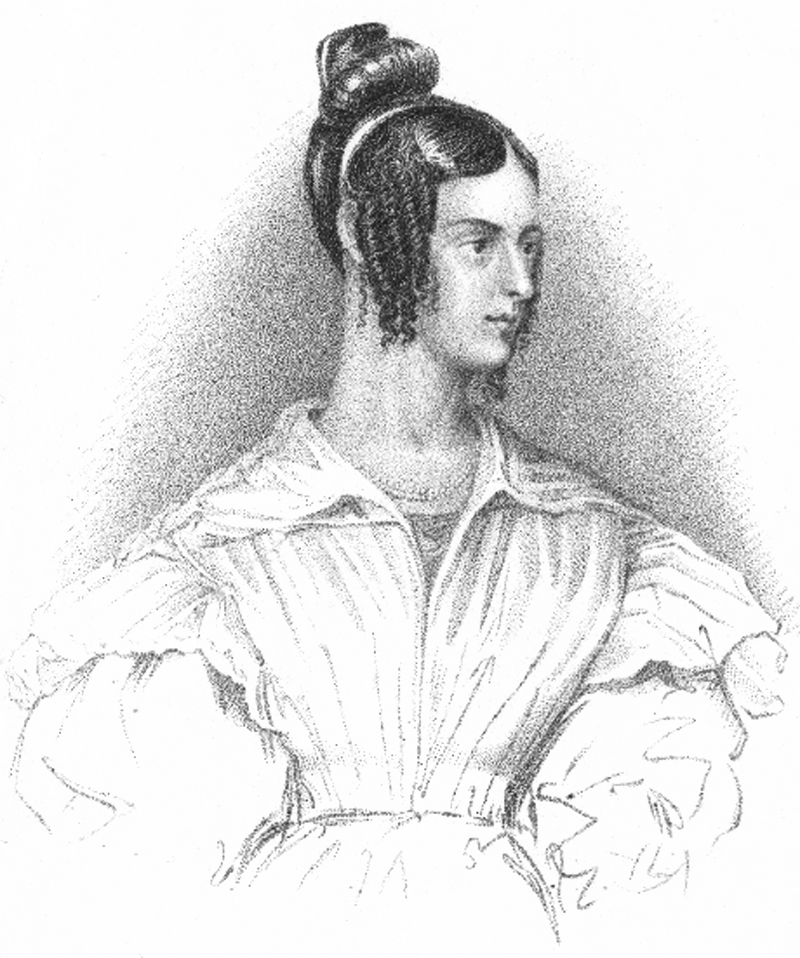
Amelia Cary, Viscountess Falkland

Amelia Cary, Viscountess Falkland (* 21. März 1807 als Amelia FitzClarence; † 2. Juli 1858), war eine britische Adelige. Sie war die uneheliche fünfte Tochter des späteren britischen Königs Wilhelm IV. und damaligen Dukes of Clarence und dessen langjähriger Mätresse Dorothea Jordan.

## Leben
Sie wurde nach ihrer Tante Princess Amelia benannt. Aufgrund des ungleichen Standes ihrer Eltern war diesen eine Heirat verwehrt, Amelia und ihre vier Schwestern und fünf Brüder, trugen deshalb den Familiennamen FitzClarence. Da die Beziehung ihrer Eltern aber zwanzig Jahre anhielt, genossen die Geschwister häusliche Stabilität. Diese bestand, bis ihr Vater sich 1811 trennte, um sich nach einer reichen Frau umzuschauen, um seine Schulden zu verringern. 1815 zog sie mit ihrer Mutter und ihren Schwestern nach Boulogne-sur-Mer. Dort starb die Mutter am 5. Juli 1816. 
1818 heiratete ihr Vater dann Prinzessin Adelheid von Sachsen-Meiningen. Adelheid war sanftmütig und liebevoll zu den FitzClarence-Kindern. Ab 1818 erhielten die Kinder eine jährliche Rente von 500 £. 1819 wurde Franz Ludwig Freiherr von Bibra, ein Deutscher mit Kenntnissen der Klassiker und der englischen Sprache, mit dem Unterricht der beiden jüngsten Töchter beauftragt.
Im Juni 1830 bestieg ihr Vater den Thron. 1831 ernannte er seinen ältesten Sohn, George FitzClarence, zum Earl of Munster und ließ die jüngeren Kinder von Jordan durch Royal Warrant of Precedence in den Rang von Kindern eines Marquess erheben.

## Ehe und Nachkommen
Sie heiratete am 27. Dezember 1830 Lucius Cary, 10. Viscount Falkland (1803–1884) und erhielt durch die Ehe den Titel Viscountess Falkland. Sie hatten einen Sohn, Lucius William Charles Frederick Cary, Master of Falkland (1831–1871). Dieser heiratete 1858 Sarah Christiana Keighly († 1902), aber starb kinderlos noch vor seinem Vater.